# Klaffbro

Klaffbro med två rörliga brodelar.

Klaffbro med en rörlig brodel som balanseras med en motvikt.

Klaffbro är en sorts öppningsbar bro. Den är en rörlig bro, där en eller ett par delar av bron kan fällas upp i lodrätt eller nära lodrätt läge. Mekanismen är numera för det mesta elektrisk driven, men kunde tidigare drivas av dragdjur, såsom åsnor, oxar eller hästar. Ångdrivna har även förekommit. I små kanalsystem är det inte ovanligt att man finner handdrivna klaffbroar (vindbroar). I praktiken fungerar det genom att brohalvan (eller halvorna) som skall lyftas, är balanserade med en motvikt, så att det krävs en relativt liten kraft för att åstadkomma rörelsen.
Syftet med rörliga broar är att kunna tillåta fartygstrafik utan att behöva bygga broarna så höga att de ryms under, och fungerar bäst om fartygstrafiken är måttlig. Övriga typer av rörliga broar är till exempel svängbro, lyftbro (varvid hela brospannet lyfts rakt upp), och rullbro. Vindbrygga är även en typ av klaffbro. Tidigare var bland andra broarna vid Hornstull, Skanstull och Karl Johansslussen i Stockholm av klafftyp.

## Exempel på klaffbroar
- Götaälvbron i Göteborg
- Tower Bridge i London
- Danviksbron i Stockholm